# Hibleídeos
Hibleídeos (Hyblaeidae) é uma família de insectos da ordem Lepidoptera.